# Rhoscolyn
Rhoscolyn är en community i Storbritannien.   Den ligger på ön Holy Island i kommunen Isle of Anglesey och riksdelen Wales, i den sydvästra delen av landet, 400 km nordväst om huvudstaden London. 
Förutom den lilla byn Rhoscolyn ligger större delen av byn Four Mile Bridge i Rhoscolyn comunity.